# ماريو ماج
ماريو ماج (بالإنجليزية: Mario Maj)‏ هو طبيب نفسي وأستاذ إيطالي ورئيس الجمعية العالمية للطب النفسي [الإنجليزية] (2008-2011) والجمعية الأوروبية للطب النفسي (2003-2004)، كما أنه مؤسس ومحرر مجلة ورلد بسايكيتري، المجلة الرسمية للجمعية العالمية للطب النفسي، والتي لها عامل تأثير 2021 يبلغ 79.683. في المرتبة رقم 1 من 155 مجلة في فئة الطب النفسي ولا. 1 من 3414 مجلة في فئة مؤشر الاستشهادات في العلوم الاجتماعية.
كان ماريو ماج رئيسًا لمجموعة العمل المعنية باضطرابات المزاج والقلق، وعضوًا في المجلس الاستشاري الدولي للفصل الخاص بالاضطرابات النفسية من التصنيف الدولي للأمراض في الإصدار الحادي عشر، كما كان عضوًا في مجموعة العمل حول اضطرابات المزاج للدليل التشخيصي والإحصائي للجمعية الأمريكية للطب النفسي للاضطرابات العقلية، في الدليل التشخيصي والإحصائي للاضطرابات النفسية (الطبعة الخامسة).
وبالإضافة إلى كونه باحثاً، فإن ماريو ماج معروف أيضاً بشكل خاص بإسهاماته في مجال الاضطراب ثنائي القطب، ما في ذلك التوصيف السريري للدورات السريعة، والحالات المختلطة، والاكتئاب الذهاني، ودراسة محددات الاستجابة للوقاية باستخدام أملاح الليثيوم..
كما أنه أنتج مقالات تحريرية معروفة بشكل واسع حول مفهوم الإصابة المتزامنة في الطب النفسي، وصراعات المصالح في الطب النفسي، ومعايير التشخيص التشغيلية للإصابة بفصام الشخصية في دليل التشخيص والإحصاء الإحصائي للاضطرابات النفسية، الدليل التشخيصي والإحصائي للاضطرابات النفسية (الطبعة الخامسة).